# Ludovicus Sasada
Ludovicus Sasada, também conhecido como Louis Sasada ou ルイス笹田  , (1598 - 25 de agosto de 1624) foi um padre católico romano do Japão. Ele foi beatificado em julho de 1867 pelo Papa Pio IX.

## Vida pregressa
Ludovicus Sasada nasceu em Edo, atual Tóquio, por volta de 1598, em uma piedosa família cristã. Sua família era amiga de um jovem frade missionário, Luis Sotelo, da Ordem Franciscana.

## Padre Sotelo
Luis Sotelo tentou estabelecer uma igreja franciscana na área de Edo. A igreja foi destruída em 1612, após a interdição do cristianismo nos territórios do xogunato Tokugawa em 21 de abril de 1612. Após um período de intensa atividade missionária da Igreja Católica, Tokugawa Hidetada, o segundo shōgun da dinastia Tokugawa, emitiu um decreto que proibia a prática e o ensino da fé cristã, e sob ameaça de morte, todos os missionários tinham para deixar o Japão. Este decreto deu início à perseguição sangrenta aos cristãos, que durou várias décadas.
Após a cura de uma concubina do poderoso daimyō de Sendai, Date Masamune, em Edo, Sotelo foi convidado para a parte norte do Japão, na área controlada por Date, sob a qual o cristianismo ainda era permitido. Ele voltou a Tóquio no ano seguinte e construiu e inaugurou uma nova igreja em 12 de maio de 1613, na área de Asakusa Torigoe. O Bakufu reagiu prendendo os cristãos, e o próprio Sotelo foi colocado na prisão de Kodenma-chō. Sete companheiros cristãos japoneses, que haviam sido presos com Sotelo, foram executados em 1 de julho, mas ele foi libertado após um pedido especial de Date Masamune.
Sotelo, fluente em japonês, planejou e atuou como tradutor em uma embaixada japonesa enviada por Date Masamune a Madrid em 28 de outubro de 1613. A embaixada era chefiada por Hasekura Rokuemon Tsunenaga e cruzou o Oceano Pacífico até Acapulco a bordo do galeão San Juan Bautista. A embaixada continuou em Veracruz e Sanlucar de Barrameda, Sevilha e Madrid. Luís fez com que os japoneses fossem batizados em Madrid, antes de acompanhá-los a uma audiência com o Papa Paulo V em Roma. A embaixada foi um produto das ambições de Sotelo de aumentar a difusão da igreja no Japão e de Date Masamune para fornecer mais padres para as igrejas de seus súditos cristãos e para estabelecer o comércio entre Sendai e a Nova Espanha, e teve a aprovação do shogun, Ieyasu Tokugawa. 

## Seminário e sacerdócio
O pai de Ludovicus Sasada, Michael, foi decapitado em 16 de agosto de 1613, como resultado de suas crenças cristãs. O jovem Sasada acompanhou Sotelo e os representantes do Japão, em sua viagem à Europa. Solicitou a permanência no México, enquanto os demais seguiram para Madri e ingressou no convento de San Pedro e San Pablo em Valladolid, Michoacán, onde se tornou frade franciscano e iniciou seus estudos para o sacerdócio.
Vários anos depois, Sotelo, agora Bispo eleito de Ōshū (no norte de Honshū ), voltou ao México a caminho do Japão, onde escolheu Sasada como seu secretário pessoal. O grupo retornou a Manila em junho de 1618, onde Sasada completou seus estudos para o sacerdócio, com Sotelo instruindo-o. Como ele não tinha idade canônica, uma dispensa especial foi obtida e ele foi ordenado sacerdote em Manila. 

## Retorno ao Japão e martírio
Em 1622, Sotelo, Sasada e Ludovicus Baba (servo pessoal do Padre Sotelo), embarcaram para o Japão, disfarçados de mercadores. Como o capitão chinês suspeitou que fossem missionários religiosos, eles foram entregues às autoridades governamentais em Nagasaki. Em seis meses, esses três prisioneiros foram transferidos para a nova prisão de Ōmura. Sua prisão durou quase dois anos. Dois outros padres missionários, Pedro Vásquez OP e Miguel de Carvalho S.J., acabaram por juntar-se a estes três franciscanos em cativeiro. 
A vida deles na prisão Ōmura era como um convento. Esses padres realizaram seus exercícios religiosos e celebraram a Santa Missa. Os cristãos presos, arriscando suas vidas, conseguiram o que era necessário. Em 24 de agosto, foi decretada a sentença de morte.   Quando receberam a notícia cantaram o Te Deum. Às dez da manhã, foram conduzidos de barco ao local da execução. Eles foram amarrados a estacas e uma fogueira foi colocada em volta deles. Sotelo foi colocado no centro e os dois japoneses ficaram do lado de fora do círculo. Como o fogo queimou as cordas dos dois franciscanos japoneses, eles se prostraram em direção à estaca central e pediram a bênção do Bispo eleito. Sotelo invocou a bênção de Deus sobre eles e eles voltaram às suas estacas até serem vencidos pelo fogo e pela fumaça.  Depois que esses mártires morreram, os soldados queimaram seus restos mortais em outro incêndio e levaram suas cinzas em um barco para jogá-los ao mar, evitando que fossem carregados pelos cristãos, embora uma testemunha tenha conseguido coletar algumas cinzas de Pedro Vásquez e fez com que fossem depositados em uma igreja jesuíta nas Filipinas.
Sasada foi beatificado pelo Papa Pio IX em 7 de julho de 1867. Na Igreja Católica Romana, sua festa é celebrada em 25 de agosto , bem como em 10 de setembro, aniversário do massacre de 205 mártires japoneses.